# Square Théodore-Monod
Le square Théodore-Monod, anciennement square Scipion, est un espace vert du 5e arrondissement de Paris créé en 1899 à l'angle de la rue Scipion et de la rue du Fer-à-Moulin dans le quartier du Jardin-des-Plantes.

## Historique
Au croisement des rues Scipion et du Fer-à-Moulin se trouvait précédemment la place Scipion, formée des terrains acquis par l'Hôpital-Général, en 1764 et 1781, qui furent plantés d'arbres en 1835. Cette place se trouvait devant l'hôtel Scipion, construit à partir de 1565 pour Scipion Sardini, le financier de la reine Catherine de Médicis.
L'espace vert est créé en 1899 en remplacement de la place Scipion. Ce petit square de quartier, nommé « square Scipion », est attenant à une annexe de l'ancienne Faculté de chirurgie et son amphithéâtre d'anatomie. Le square est orné d'une fresque en céramique en bas-relief d'Alexandre Charpentier et Émile Muller, intitulée Les Boulangers, réalisée en 1897 pour être montrée à l'Exposition universelle de 1900 à Paris avant d'être installée dans le square Félix-Desruelles, puis transférée au square Scipion en raison de son vis-à-vis avec l'hôtel Scipion, qui abrita de 1790 à 1974 la boulangerie des hôpitaux de Paris.
Le square a été rénové en 1986 pour s'étendre sur 1 450 m2 sur deux niveaux avec une terrasse surplombant l'espace de jeux pour enfants et une fontaine au dos de la fresque.
Le 22 novembre 2011, il est débaptisé de son nom originel lors d'une cérémonie municipale pour prendre celui de « square Théodore-Monod » en hommage au naturaliste Théodore Monod (1902-2000) qui travailla toute sa vie pour le Muséum national d'histoire naturelle proche.

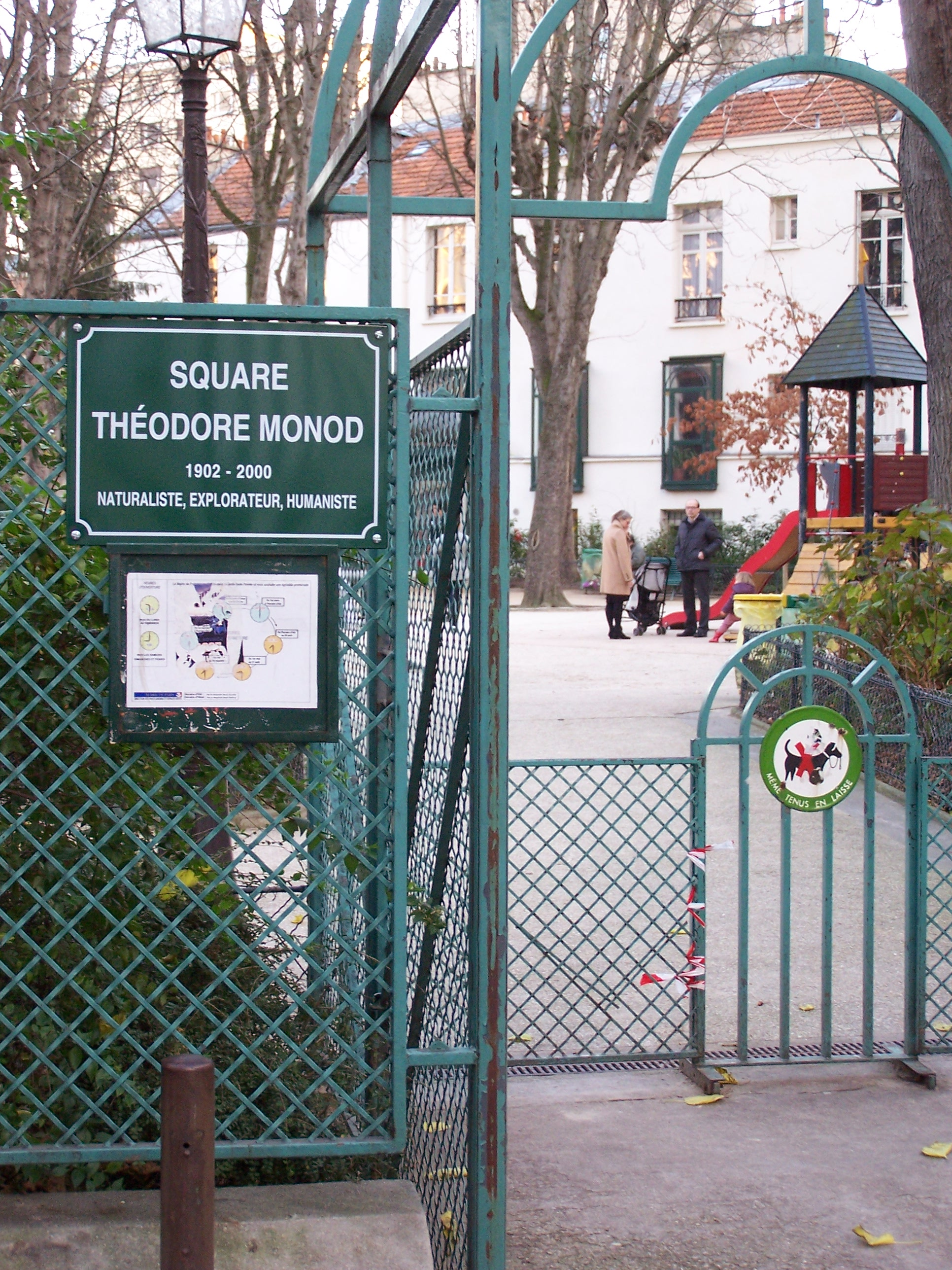
L'entrée du square depuis son renommage.
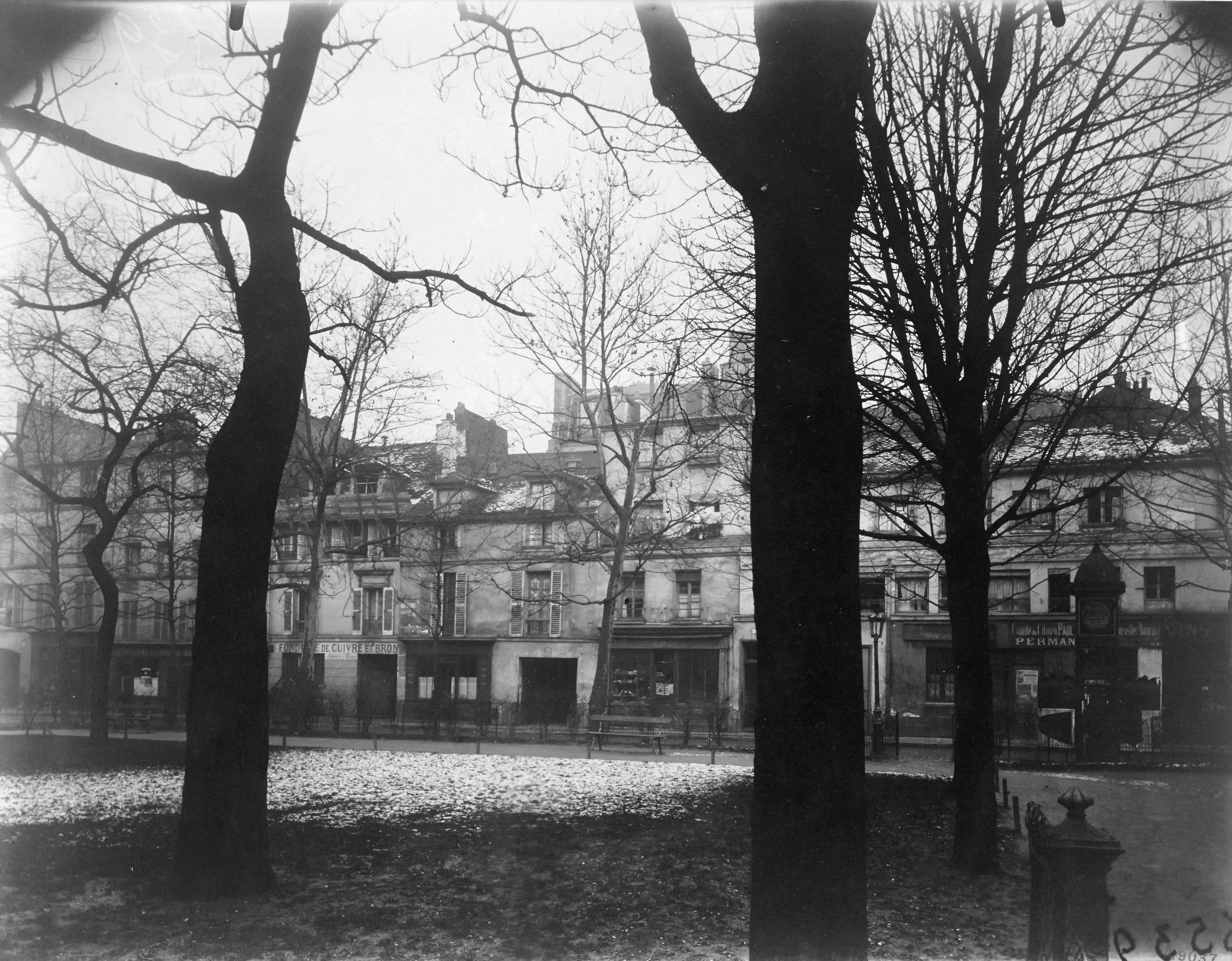
Le square en 1924 (photo d'Eugène Atget).

## Situation et accès
Ce square est situé à l'angle de la rue Scipion et de la rue du Fer-à-Moulin – avec une entrée donnant sur chacune des rues –, dans le quartier du Jardin-des-Plantes. 
Le square Théodore-Monod est desservi à proximité par la ligne de métro 7 à la station Les Gobelins.

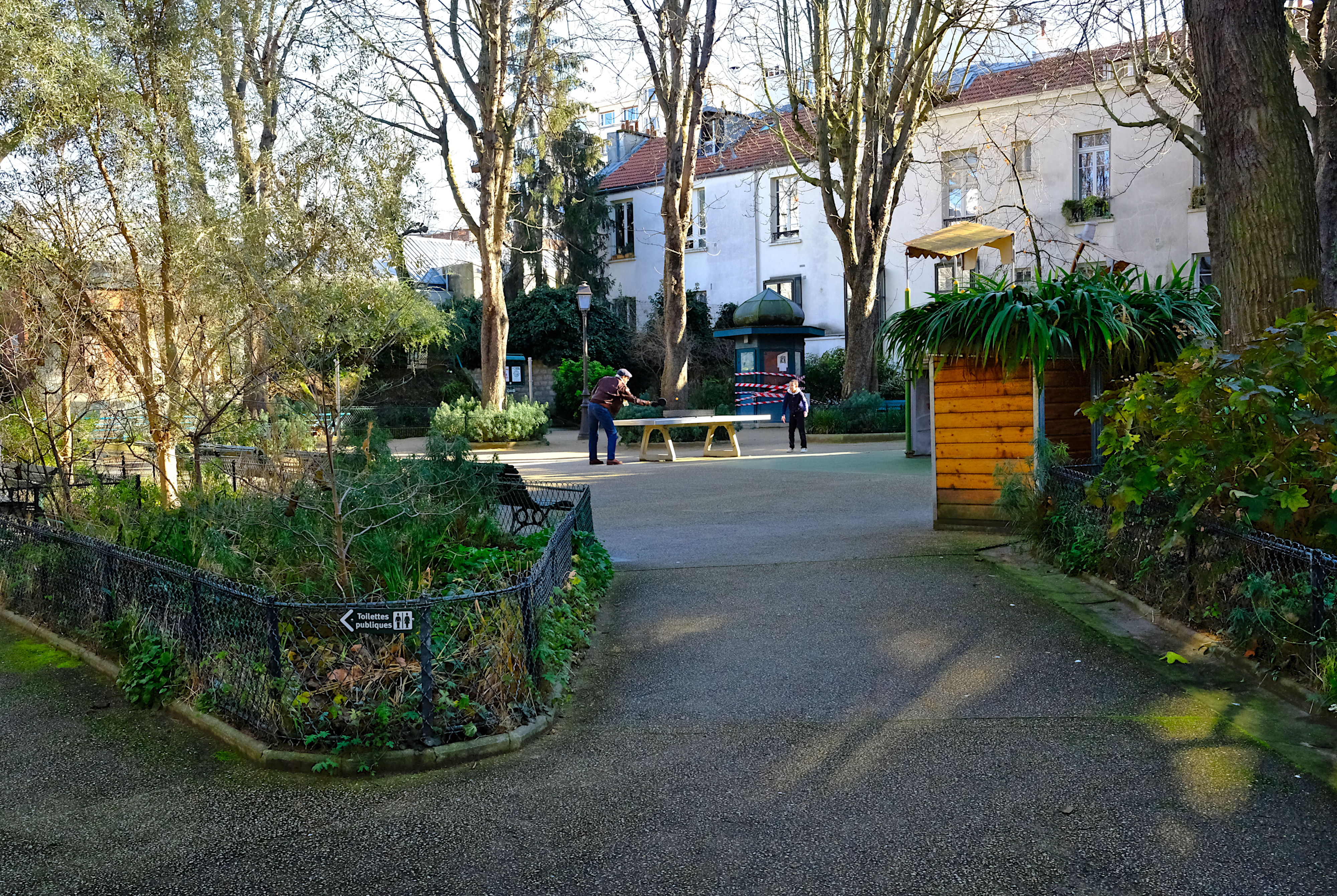
Le square en 2025.
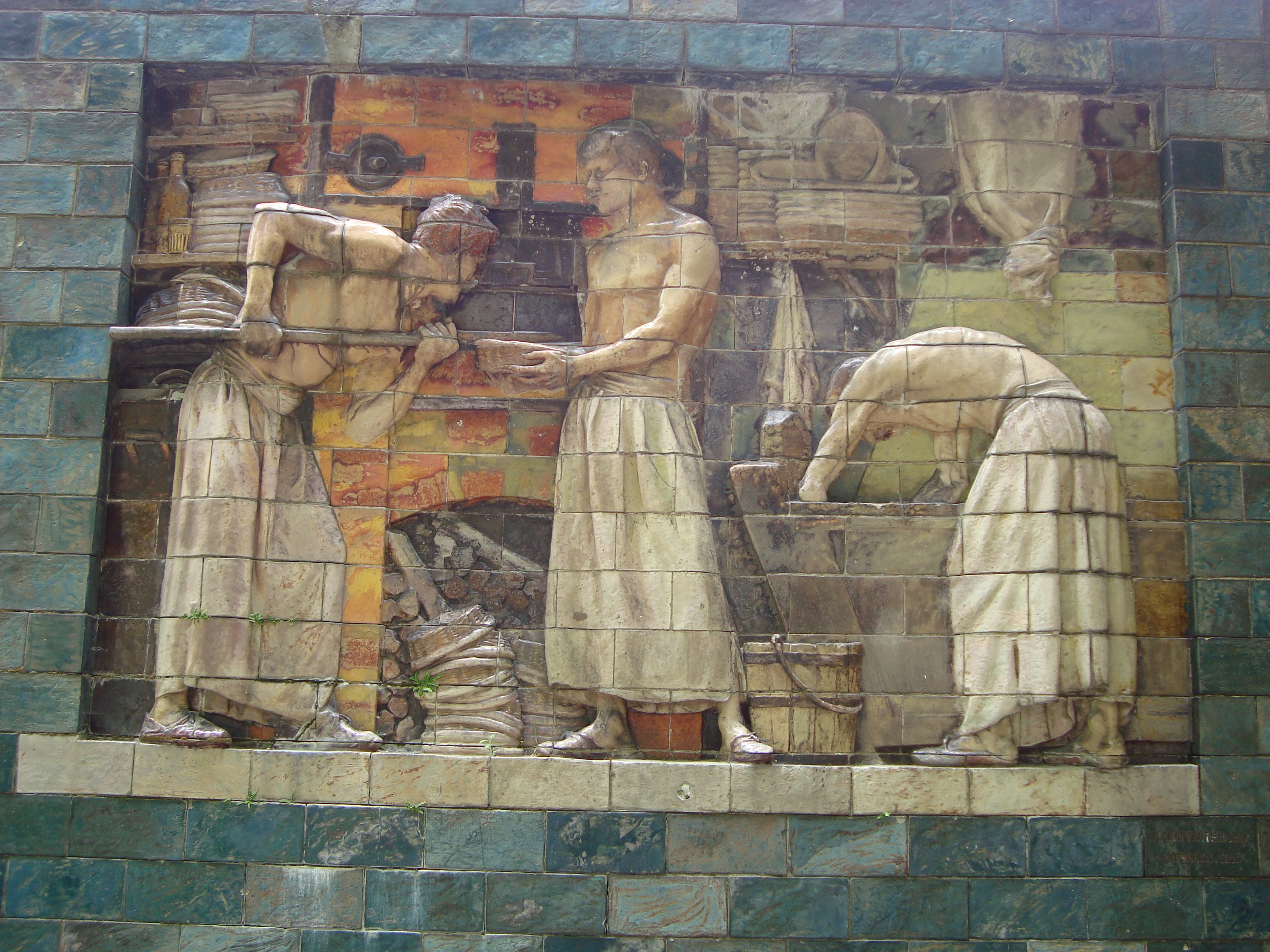
Le bas-relief Les Boulangers d'Alexandre Charpentier dans le square.